# MALT
MALT(まると)とは　"mucosa-associated lymphoid tissue"　の略称であり、「粘膜関連リンパ組織」とも呼ばれ、孤立リンパ組織からなる粘膜に分布した免疫機構である。胃腸管、甲状腺、肺、性腺、目、肌などの体の様々な領域に分布する。T細胞、B細胞、形質細胞、マクロファージなどが有名であり、それぞれ粘膜上皮を通過した抗原に攻撃する。腸のMALTにはM細胞が加わり、腸管内から抗原を採取してリンパ組織に運ぶ役割を担う。

## MALTリンパ腫
MALTリンパ腫とは、悪性リンパ腫の種類の1つで、粘膜に関連したリンパ組織からリンパ球の中のB細胞が腫瘍化する非ホジキンリンパ腫。病気の進行が比較的遅い「低悪性度」に分類され、年単位でゆっくりとした経過をたどる。MALTがある臓器は約半数が消化管で、そのうちの大部分が胃に集中しているため、胃MALTリンパ腫は、胃の悪性リンパ腫の約40％を占めている。